# Звингина, Джонатан
Джонатан Звингина (англ. Jonathan Silas Zwingina; 1953 или 1954, Адамава — 2 октября 2024, Абуджа) — нигерийский политик, избранный сенатором от избирательного округа Адамава-Юг штата Адамава, Нигерия, на заре Четвёртой Нигерийской Республики, баллотировавшийся на платформе Народно-демократической партии (НДП). Вступил в должность 29 мая 1999 года. В апреле 2003 года он был переизбран, снова на платформе НДП. После вступления в должность в Сенате в июне 1999 года он был назначен в комитеты по труду и жилью (председатель), по учреждению, по внутренним делам, по информации, по специальным проектам, по приватизации и по экономическим вопросам. Роскошная резиденция Звингины в Абудже была снесена в феврале 2007 года, предположительно по приказу Насира эль-Руфаи, министра Федеральной столичной территории. 
В сентябре 2003 года Насир эль-Руфаи заявил, что заместитель председателя Сената Ибрагим Манту и Звингина, в то время лидер большинства в Сенате, просили у него взятку в размере 54 миллионов найр (418 000 долларов США) за одобрение его назначения на пост министра. Звингина заявил, что он «шокирован и напуган» обвинениями и что эль-Руфаи — «патологический лжец».
Звингина был председателем совета попечителей Save Democracy Group Africa. Он умер 2 октября 2024 года в больнице в Абудже, после продолжительной болезни, в возрасте 70 лет.